# Automóvel utilitário

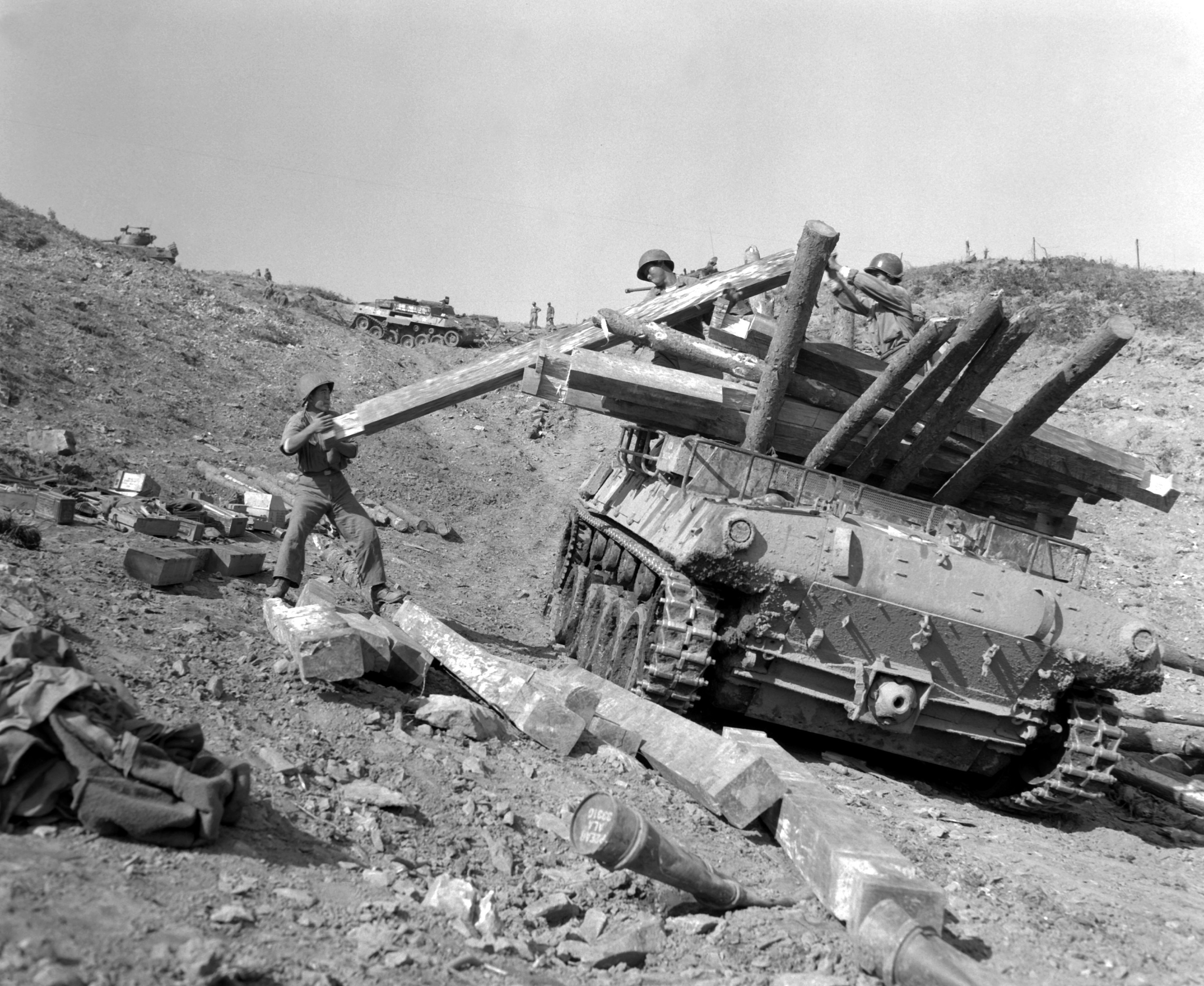
Um veículo utilitário M39.

Automóvel utilitário é um tipo de meio de transporte que serve para transporte de cargas ou pessoas, com finalidade comercial ou não.
Os tipos mais comuns de utilitários são caminhonetes, apesar de estarem competindo lado a lado com veículos fechados, a exemplo das SW4.